# Game Party
Game Party è un videogioco sviluppato da FarSight Studios e pubblicato da Midway Games. Game Party è stato venduto come casual game esclusivamente per il Nintendo Wii. Esso è il primo gioco della serie omonima. È uscito il 27 novembre 2007 in Nord America, il 14 febbraio 2008 in Australia e il 15 febbraio 2008 in Europa.

## Sviluppo
Nel 2006, Midway Games decise di collaborare con FarSight Studios alla creazione di un casual game esclusivamente per Wii. Così, all'inizio del 2007, Midway presentò la sua lineup autunnale per console Nintendo. Successivamente Midway concesse nuove informazioni e immagini di gioco. Prima dell'uscita, Midway annunciò che Game Party si sarebbe trattato di un casual game. Il gioco fu commercializzato, pur manifestando difficoltà nello sviluppo.

## Modalità di gioco
Il gioco offre una collezione di giochi d'abilità provenienti da tutto il mondo, dagli sport da stadio americani a quelli di gruppo europei. Sfruttando il peculiare sistema d'interfaccia del Wii, il giocatore può competere in giochi classici, come le freccette, o nei più quotati tra quelli moderni, come l'hockey da tavolo o il tiro al canestro, oppure partecipare a gare multiplayer di cultura generale. Ci sono più di mezza dozzina di giochi. Il giocatore può comprare alcuni biglietti per sbloccare dei nuovi minigiochi, nuovi personaggi, nuovi tabelloni, eccetera.

## Seguito
Game Party 2 è stato annunciato il 18 aprile del 2008 al Midway's Gamer Day a Las Vegas. Il gioco è stato distribuito il 6 ottobre 2008. Durante la compilazione del Form 10-K, Midway annuncia Game Party 3, sviluppato e distribuito il 6 ottobre 2009.

## Accoglienza
Game Party è considerato uno dei peggiori giochi di tutti i tempi, con il voto Metacritic di 25 su 100. IGN ha fatto notare che si tratta del capostipite dei giochi "shovelware" per Wii, criticando in particolare la grafica e i minigiochi stessi.
Molti hanno valutato il gioco con un 1 su 10. In particolare Eurogamer criticò la grafica e il fattore divertimento del gioco dicendo che "L'esperienza che si ha con Game Party è come quella di andare a una festa dove non c'è nient'altro da bere se non brandy della Tesco, con soli quattro invitati, tutti razzisti. Poi esce fuori la tua ex che se la fa con un supermodello danese." AceGamez ha criticato i controlli e dice che il gioco cerca di simulare il divertimento di titoli come WarioWare: Smooth Moves, ma senza successo.

## Vendite
Il 12 febbraio 2009, la Midway Games annuncia che la serie di Game Party ha venduto più di tre milioni di copie.